# Rob Thomas
Robert Kelly "Rob" Thomas (Landstuhl, 14 de febrero de 1972) es un cantante y compositor estadounidense de origen alemán. Es conocido por ser líder del grupo Matchbox Twenty. Además, Thomas ganó tres premios Grammy por escribir e interpretar la canción "Smooth" del álbum Supernatural de Carlos Santana en 1999.

## Solista
El 19 de abril de 2005, Thomas lanzó su primer álbum como solista, ...Something to Be que de inmediato, debutó en el #1 en el Billboard Top 200; incluye las canciones "Lonely No More", "This Is How a Heart Breaks" y "Ever The Same".  Thomas actuó en el concierto de "Live 8" en Philadelphia y un concierto para ayudar a las víctimas del Huracán Katrina, entre otras paradas en su gira de apoyo a su disco.
Rob Thomas colaboró en un video musical de la película La familia del futuro de Disney. El nombre del video es Little Wonders.
Además, Rob salió en el capítulo Dennis Reynolds: An erotic life de la serie It's Always Sunny in Philadelphia, personificándose a sí mismo en un centro de rehabilitación.

## Discografía

### Álbumes
| 2005                                           | ...Something to Be - Sello: Atlantic Records/WEA | 1 | — | 2 | 1 | 11 | 13 | 14 | 19 | 19 | 19 | - US: Platino - CAN: Platino - UK: Plata - AUS: 2× Platino |
| 2009                                           | Cradlesong - Sello: Atlantic/Warner Music Group  | 3 | 1 | 8 | 3 | 75 | —  | 17 | —  | —  | 56 | - AUS: Platino                                             |
| "—" indica que lanzamiento no aparece en lista |                                                  |   |   |   |   |    |    |    |    |    |    |                                                            |

- The Great Unknown (2015)
- Chip tooth smile (2019)

### Sencillos
| 2003                                           | "A New York Christmas"       | —   | —  | — | —  | —  | —  | —  | —  | —    | Canción de Ningún Álbum           |
| 2005                                           | "Lonely No More"             | 6   | 1  | 1 | 6  | 1  | 11 | 3  | 9  | Oro  | ...Something to Be                |
| 2005                                           | "This Is How a Heart Breaks" | 52  | 25 | 3 | 41 | 25 | 67 | 13 | 24 | Oro  | ...Something to Be                |
| 2005                                           | "Ever the Same"              | 48  | 4  | 2 | 47 | 5  | —  | 29 | 34 | Gold | ...Something to Be                |
| 2006                                           | "Something to Be"            | —   | —  | — | —  | —  | —  | 40 | —  | —    | ...Something to Be                |
| 2006                                           | "Streetcorner Symphony"      | 64  | 4  | 5 | 54 | 9  | —  | —  | —  | —    | ...Something to Be                |
| 2007                                           | "Little Wonders"             | 58  | 11 | 5 | 56 | 16 | —  | —  | 20 | —    | Meet the Robinsons (banda sonora) |
| 2009                                           | "Her Diamonds"               | 23  | 2  | 1 | 24 | 28 | —  | 3  | 35 | Oro  | Cradlesong                        |
| 2009                                           | "Give Me the Meltdown"       | 106 | —  | — | —  | 89 | —  | 41 | —  | —    | Cradlesong                        |
| 2009                                           | "Someday"                    | 72  | 18 | 1 | —  | —  | —  | —  | —  | —    | Cradlesong                        |
| "—" indica que lanzamiento no aparece en lista |                              |     |    |   |    |    |    |    |    |      |                                   |

### Colaboraciones
| Año  | Sencillo | Artista        | Posición más alta | Posición más alta | Posición más alta | Posición más alta | Posición más alta | Posición más alta | Posición más alta | Posición más alta | Posición más alta | Posición más alta | RIAA    | Álbum        |
| Año  | Sencillo | Artista        | EE. UU.           | EE. UU. Main      | EE. UU. Mod       | EE. UU. AC        | EE. UU. Adult     | EE. UU. Pop       | CAN               | R.U.              | AUS               | NZ                | RIAA    | Álbum        |
| ---- | -------- | -------------- | ----------------- | ----------------- | ----------------- | ----------------- | ----------------- | ----------------- | ----------------- | ----------------- | ----------------- | ----------------- | ------- | ------------ |
| 1999 | "Smooth" | Carlos Santana | 1                 | 10                | 24                | 11                | 1                 | 1                 | 13                | 3                 | 4                 | 18                | Platino | Supernatural |